# 서인도 제도 대학교
서인도 제도 대학교(영어: University of the West Indies, UWI)는 카리브 제도와 앵귈라, 앤티가 바부다, 바하마, 바베이도스, 벨리즈, 버뮤다, 영국령 버진아일랜드, 케이맨 제도, 도미니카 연방, 그레나다, 가이아나, 자메이카, 몬트세랫, 세인트키츠 네비스, 세인트루시아, 세인트빈센트 그레나딘, 트리니다드 토바고, 터크스 케이커스 제도 같은 영국 해외 영토에 있는 18개 영어권 국가와 영토의 거주자들의 고등 교육 요구를 충족시키기 위해 설립된 공립 대학 시스템이다. 이 대학의 목적은 서인도 제도의 "경제적, 문화적 성장 잠재력"을 열어 지역 자치권을 향상시키는 것이다. 이 대학은 원래 런던 대학교의 독립적인 외부 대학으로 설립되었다.

## 역사

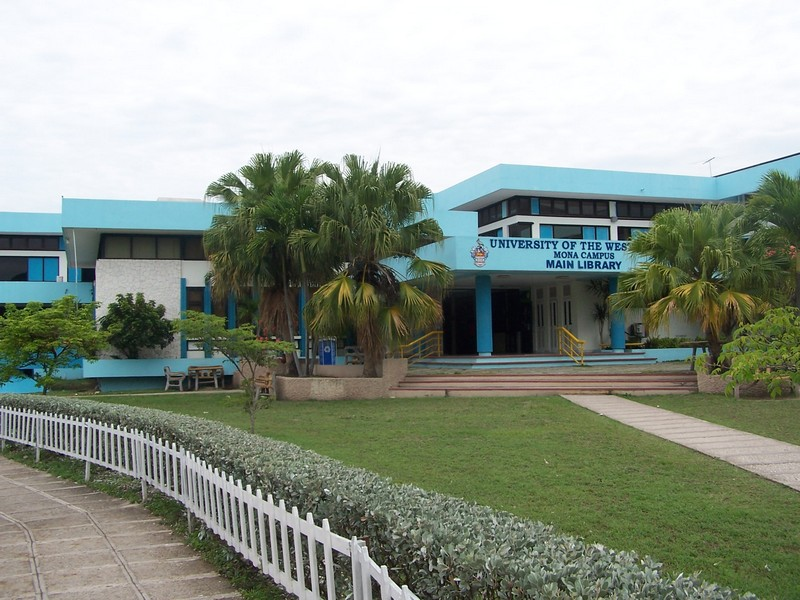
자메이카 모나 캠퍼스의 메인 도서관

1948년 제임스 어바인이 이끄는 서인도 제도에 관한 소위원회를 통해 아퀴스 위원회의 권고에 따라 설립되었다. 아퀴스 위원회는 1943년 영국 식민지의 고등 교육을 검토하기 위해 설립되었다. 처음에는 런던 대학교와 특별한 관계로, 당시 서인도 제도 대학교(UCWI)는 자메이카 킹스턴에서 약 5마일 떨어진 모나에 자리잡고 있었다. 이 대학은 지브롤터 수용소에 위치해 있었는데, 전쟁 중 피난한 지브롤터 주민들이 사용했다.
의료에 대한 필요성을 해결하기 위해 첫 번째 교수진은 의과대학을 설립했다. 병원의 초석은 1949년에 추가되었고, 서인도 제도의 대학 병원은 1953년에 문을 열었다. 1953년 1월 18일 윈스턴 처칠 경은 병원을 방문하여 영국 정부가 병원에 기여한 공로를 인정하는 명판을 공개했다. 1967년 서인도 제도 대학 병원(University Hospital of the West Indies)으로 이름이 바뀌었다. 이 병원은 환자 치료 외에도 서인도 제도 대학교 모나 캠퍼스의 의료 서비스 부서와 함께 연구와 교육을 용이하게 한다.
유니버시티 칼리지는 1962년에 독립된 대학의 지위를 얻었다. 트리니다드 토바고의 세인트 오거스틴 캠퍼스는 1960년에 설립되었고, 1963년에 유니버시티 로우를 따라 바베이도스의 딥 워터 하버에 설립되었다. 오픈 캠퍼스, 유니버시티 센터는 레지던트 튜터가 이끄는 다른 13개의 기여 지역에 설립되었다.
1950년 빅토리아 여왕의 마지막 생존 손녀인 올버니 공녀 앨리스가 서인도 제도 대학교의 초대 총장이 되었다.
아서 루이스 경은 제1차 세계 대전의 독립 헌장에 따른 초대 부총리였다. 세인트루시아 출신으로 1958년부터 1960년까지 초대 서인도 연방대교구장을 지냈으며, 1960년부터 1963년까지 부총장을 지냈다. 1963년부터 1969년까지 부총리를 지낸 필립 셜록 경이 그의 뒤를 이었다. 1969년부터 1974년까지 부총리를 역임했다. 그의 뒤를 이어 1986년 6월 24일에 사망한 자메이카 출신의 애스턴 자카리아 프레스턴 박사가 그의 뒤를 이었다. 제5대 부총장은 1988년부터 1998년까지 재직한 앨리스터 매킨타이어 경이었고, 그 뒤를 이어 1998년부터 2004년까지 재직한 렉스 네틀포드 명예교수가 이었다. 현재 부총장은 2015년 5월 E. 나이절 해리스 교수의 뒤를 이어 힐러리 베클레스 경이다.
서인도 제도 대학교 박물관은 이 대학의 역사 중 일부를 목록화하여 전시하고 있다.

## UWI 프레스
1992년에 설립된 서인도 제도 대학교 출판부는 자메이카에 위치한 서인도 제도 대학교 시스템 내의 학과이다. 지역적으로 모인 이사회 또는 이사들의 지원을 받아 UWI 프레스는 주요 UWI 캠퍼스의 전체 출판 부문 역할을 하고 있으며, 17개국과 지역의 다양한 네트워크에 추가적으로 서비스를 제공하는 오픈 캠퍼스의 교수진 및 학생 단체 역할을 한다. 전 세계 독자층을 위한 단체로서, UWI 출판사는 전통적인 분야인 카리브해 역사, 사회 과학, 정치 과학, 문화 연구에 대한 주요 헌신을 유지하고 있다.

## 같이 보기
- 사우스퍼시픽 대학교
- 역사적 흑인 대학